# Frändsämjospjäll
Frändsämjospjäll (av fornsvenska frændsæmia, frændsimi, frändskap, skyldskap, och spiæll, skada, våld) är ett i äldre svenskt lagspråk förekommande uttryck för kränkning av skyldskap genom blodskam eller lägersmål i förbjudna led.